# Piotr Cieśla
Piotr Józef Cieśla (ur. 16 stycznia 1955 w Gdańsku) – polski piłkarz ręczny,występujący na pozycji rozgrywającego, reprezentant Polski. Brązowy medalista olimpijski z Montrealu. Po zakończeniu kariery zawodniczej działacz sportowy.

## Życiorys
Jest wychowankiem trenerów – Jana Kleina (szkoła podstawowa nr 39), Janusza Nycza oraz Janusza Czerwińskiego (reprezentacja). Zdobywał trzykrotnie mistrzostwo szkół podstawowych na ogólnopolskich spartakiadach. W 1976 został absolwentem Technikum Mechanicznego, następnie studiował na gdańskiej Akademii Wychowania Fizycznego.
Występował w drużynie szczypiornistów Spójni Gdańsk. W reprezentacji Polski rozegrał 51 spotkań. Oprócz IO 76 wystąpił na mistrzostwach świata w 1978. W kadrze grał głównie w defensywie.
Po zakończeniu kariery sportowej był Wiceprezesem Pomorskiego Okręgowego Związku Piłki Ręcznej oraz prezesem żeńskiej sekcji piłki ręcznej Nata AZS AWF (2002). Od 2012 do 2014 pełnił stanowisko menedżera męskiej drużyny KAR-Do Spójnia Gdynia.

## Osiągnięcia
Na podstawie, o ile nie zaznaczono inaczej.

### Drużynowe
Seniorskie
- Wicemistrz Polski (1973, 1974)
- Uczestnik międzynarodowych rozgrywek Pucharu Europy (1975/1976)

Młodzieżowe
- Puchar Miast (1972 – 2. miejsce – 15 bramek)

### Indywidualne
- Mistrz Sportu (1985)
- Brązowy Medal za Wybitne Osiągnięcia Sportowe (1986)
- Medal:
  - „Za Zasługi dla Gdańska” (1976)
  - Prezydenta Gdańska (1976)
- Diamentowa Odznaka z Wieńcem „Za Zasługi dla Piłki Ręcznej” (2021)[4]

### Reprezentacja
- Brązowy medalista igrzysk olimpijskich (1976)[5][6][7][8][9]
- Uczestnik mistrzostw świata (1978 – 6. miejsce)